# Símbolo Internacional de Accesibilidad
El 'Símbolo Internacional de Accesibilidad (SIA)', destinado a identificar zonas adaptadas a personas con discapacidad, consiste en un cuadro azul con la imagen estilizada de una persona en silla de ruedas en color blanco. Los derechos de autor del logo (ISO 7001), pertenecen a la Comisión Internacional sobre Tecnología y Accesibilidad,(ICTA), un comité de Rehabilitation International.

## Historia
Fue diseñado por la estudiante de diseño danesa Susanne Koefoed en 1968. Fue bosquejada por primera vez en una conferencia de diseño radical organizada por la Organización de Estudiantes Escandinavos (SDO). El grupo organizó una sesión de estudio de verano en la universidad de arte y diseño de Estocolmo, Konstfack, alternando el tiempo entre sesiones de taller y conferencias más grandes. En estas conferencias, el diseñador estadounidense y educador Victor Papanek estableció el tono. En los escritos que formuló durante este período, también imaginó personas con discapacidad, tanto con problemas físicos como mentales, como figuras que necesitan atención renovada. Aunque no hay evidencia de que Papanek se haya encontrado con Koefoed, su influencia se extendió en el seminario donde se redactó el SIA original. Encargada de crear un símbolo para marcar alojamientos sin barreras, Koefoed presentó una versión temprana del símbolo en la exposición de julio de 1968 celebrada al final del seminario SDO. El símbolo de Koefoed representa una silla de ruedas vacía. Este icono fue ampliamente promocionado en Suecia el año siguiente.
Karl Montan, director del nuevo Instituto para Personas con Discapacidad de Suecia, también promovió el diseño de Koefoed en la organización Rehabilitación Internacional. El jefe de la Comisión Internacional de Tecnología y Accesibilidad (ICTA) de RI, pidió a Montan que formara un comité especial que encontraría y entregaría un símbolo a la convención del grupo en Dublín en 1969. Al grupo de Montan se le pidió que eligiera entre seis símbolos. Cuando se presentó el símbolo de Koefoed, varios miembros se quejaron de que era demasiado austero e ilegible. Como señaló Montan: "un pequeño inconveniente con el símbolo son las líneas igualmente gruesas, que pueden dar una impresión de un monograma de letras. Con una 'cabeza' en el símbolo, este inconveniente desaparecerá". Tomando la copia original del diseño, Montan agregaría un círculo a la parte superior del asiento para dar la impresión de una figura sentada.

## Usos
El símbolo se exhibe a menudo en edificios con accesos adaptados especialmente para usuarios de sillas de ruedas, pero también para otros problemas de movilidad. Con frecuencia, el símbolo denota la eliminación de barreras ambientales, y ayudas o mejoras para ancianos, padres con cochecitos para bebés, y viajeros. Es un diseño universal orientado a evitar la necesidad de varios símbolos en productos e instalaciones accesibles a casi todos los usuarios.
Las aplicaciones específicas del SIA incluyen:
- Marcar espacios de estacionamiento reservados para vehículos usados por personas con discapacidad
- Marcar vehículos usados por personas con discapacidad, a menudo con permiso de utilizar un espacio
- Marcar servicios públicos con instalaciones diseñadas para usuarios de silla de ruedas
- Indicar un botón para activar una puerta automática
- Indicar una estación o vehículo de tránsito accesible
- Indicar una ruta de tránsito accesible para vehículos usados por personas con discapacidad

### Unicode
Al SIA se le asigna el punto de código Unicode U + 267F, se muestra como ♿︎.

Vista en código Unicode del Símbolo Internacional de Accesibilidad de 1968.

Se debe instalar una fuente compatible como DejaVu Sans para ver el personaje con discapacidad.
Los códigos de construcción, como el perteneciente al "Código de construcción de California", requieren una figura blanca sobre un fondo azul. El azul será igual al Color n ° 15090 en la Norma Federal 595B.

## SIA modificado
Algunos activistas de la discapacidad pretenden estar abogando por un símbolo de acceso modificado. Sara Hendren y Brian Glenney cofundaron el proyecto de Icono Accesible, y diseñaron el nuevo icono para mostrar una imagen activa y comprometida centrada en la persona con discapacidad. Algunas organizaciones de personas con discapacidades, como la Unidad de Habilitación en la India, lo están promoviendo, mientras que otras organizaciones de personas con discapacidades como Second Thoughts Connecticut lo rechazan como capacitista. Esta versión del símbolo se usa oficialmente en los estados de EE. UU. de Nueva York y Connecticut.

The Accessible Icon Project

El SIA modificado se encuentra en la colección permanente del Museo de Arte Moderno. Según Emma Teitel, del Toronto Star, los críticos dicen que la imagen modificada todavía estigmatizaría socialmente a quienes tienen una discapacidad pero no usan una silla de ruedas.
En mayo de 2015, la Administración Federal de Carreteras rechazó el nuevo diseño para su uso en señales de tránsito en los Estados Unidos, citando el hecho de que no ha sido adoptado o respaldado por la Junta de Acceso de los EE. UU., la agencia responsable de desarrollar los criterios federales para el diseño accesible. La Organización Internacional de Normalización, que estableció el uso regular del símbolo original bajo la norma ISO 7001, también rechazó el diseño.